# Sambongwangan
Sambongwangan is een bestuurslaag in het regentschap Blora van de provincie Midden-Java, Indonesië. Sambongwangan telt 4621 inwoners (volkstelling 2010).